# Hussein Sheikholeslam

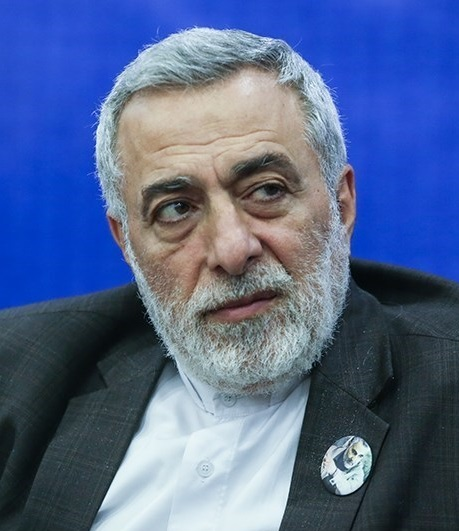
Hossein Sheikholeslam

Hossein Sheikholeslam oder Hussein Scheich al-Islam (persisch حسین شیخ‌الاسلام; * 29. November 1952 in Isfahan; † 5. März 2020 in Teheran) war ein iranischer Diplomat und Politiker.

## Leben
Sheikholeslam studierte in Teheran. Er gehörte zu den Studenten, die sich 1979 an der Islamischen Revolution und der Besetzung der US-amerikanischen Botschaft in Teheran beteiligten.
Sheikholeslam war Abgeordneter der Madschles. In den 1980er Jahren war Sheikholeslam Direktor des Iranischen Außenministeriums für arabische Angelegenheiten und koordinierte in dieser Position die Teilnahme der Islamischen Revolutionsgarden an den Operationen der Hisbollah. Von Juli 1998 bis 31. Oktober 2003 war Sheikholeslam als iranischer Botschafter in Syrien tätig.
Sheikholeslam verstarb am 5. März 2020 an den Folgen einer SARS-CoV-2-Infektion.